# 自責分
自責分（英語：Earned Run，通常記為），又稱責失分、責任失分，在棒球統計裡指的是對方的得分當中，因為投手的投球所造成的部份（也就是扣除因為失誤或是捕逸所造成的失分，但暴投失分会被计算在内）。如果不純粹是投手投球的錯，就稱為非自責分（Unearned Run）。縱使發生失誤的是投手自己，也不算是投手的自責分（當然，這個失誤會紀錄在投手的守備數據中）。

## 概要
自責分主要的用處是配合總投球局數來計算投手的自責分率。可做為投手表現的指標之一。
官方紀錄員在判定自責分的時候，必須回顧這一局的每一球，設想如果沒有發生失誤（包括捕手的妨礙打擊或捕逸）會有什麼結果。如果有疑慮的話，通常會給投手比較有利的判定。
下列情況的失分通常會紀錄為非自責分：
- 得分的跑者因為失誤而沒有出局。
- 這個半局如果沒有發生失誤，早就已經三人出局結束了。之後的失分，全部不算自責分。

特殊案例：如果失誤後更換投手，但是這名投手持續被對方打者用安打或四死球等非失誤的方式上壘跟得分，則該投手送上壘的跑者跑回本壘所失的分數，仍應被記為自責分，不因前面有失誤而記為非自責分。例如：前任投手因守備失誤留下2出局滿壘退場，後任投手被打出滿貫全壘打時，則前任投手失掉3分而沒有自責分，後任投手失掉1分且為自責分。
- 跑者因為失誤而得分，而且這個半局在跑者有這個機會得分之前就該結束了。

舉個例子：兩出局後，三壘上的跑者因為失誤而得分。之後如果這位打者被三振而結束這個半局，這一分就不算自責分；如果這位打者擊出安打，這一分就算是自責分，因為三壘上的跑者就算沒有捕逸還是會得分。
其他情形的話，大多數會判定為自責分。
前任投手在壘上有跑者，該跑者非因失誤上壘退場時，如後任投手讓壘上跑者非因失誤得分，則自責分會記給前任投手。如果該分數為致勝分，則由前任投手承擔敗戰。
後任投手因前任投手退場時壘上留有跑者而出現野手選擇，致使面對的打者上壘時，該打者如非因失誤得分，則自責分仍應記給前任投手。例如：前任投手於一人出局一壘有靠安打上壘的跑者時退場，後任投手讓第1個打者擊出滾地球，因野手選擇讓原本的跑者出局，打者上一壘，接著後任投手被第2個打者擊出2分打點全壘打，此時應記前任投手與後任投手各1分自責分。
由於投手失分記為R，因此No Run指的便是投手無失分。但由於翻譯者未必懂棒球，所以一些棒球相關的外語影片或動畫翻成中文時，No Run常被誤譯為「無跑者」。

## 外部連結
- 自責分在台灣棒球維基館上的頁面（繁體中文）